# Tour Hypérion
Pour les articles homonymes, voir Hypérion.
La tour Hypérion est un immeuble de Bordeaux de 55 mètres de haut. À sa livraison en juin 2021 elle est la plus haute construction d'habitation en bois de France.

## Description
Le maître d'ouvrage, la société d'aménagement d'Euratlantique, a sélectionné en 2016 le projet de l'architecte Jean-Paul Viguier, devant huit autres candidats. L'édification débute le 10 décembre 2019 sous maîtrise d'œuvre d'Eiffage dans le nouveau quartier Euratlantique de Bordeaux. Selon l'aménageur, elle préfigure la construction d'un ensemble d'immeubles de moindre taille mais tous en armature bois dans son proche voisinage, qu'il nomme « Armagnac Sud ». 
Elle est présentée comme une tour en bois, mais ses structures combinent métal, béton et bois et ses bardages rendent le bois peu visible. La partie dont la structure est en bois ne démarre qu'au niveau 3, la règlementation française interdisant de telles constructions sur plus de 50 mètres de haut. Le socle des premiers étages est en béton.
L'immeuble compte 100 logements et sa construction a nécessité 1 400 m3 de bois. Eiffage estime le coût de construction à 2 400 euros du mètre carré, soit 30 à 40% de plus que le prix pour un bâtiment classique.